# Maroon (canción)
«Maroon» —en español: «Granate»— es una canción de la cantautora estadounidense Taylor Swift de su décimo álbum de estudio original, Midnights (2022). Escrita y producida por Swift y Jack Antonoff, la letra contiene referencias a diferentes tonos de Rojo como el granate, el burdeos y el escarlata para describir los recuerdos inquietantes de una relación pasada que se encuentra ambientada en Nueva York. Musicalmente, «Maroon» es una balada que combina dream pop, synth pop, electropop y trip hop.
Algunos críticos musicales elogiaron la producción y consideraron que la letra era evocativa, pero otros encontraron que tanto el tema como el sonido eran similares a sus otras canciones. «Maroon» alcanzó el puesto número cuatro en el Billboard Global 200, el número tres en el Billboard Hot 100 de EE. UU. y se ubicó entre los diez primeros en Australia, Canadá, Malasia, Nueva Zelanda y Filipinas. La canción recibió certificaciones en Australia, Canadá y el Reino Unido. Swift interpretó en repetidas oportunidades «Maroon» en su sexta gira The Eras Tour, en 2023 y 2024.

## Antecedentes y lanzamiento
El 28 de agosto de 2022, durante su discurso de aceptación del premio Vídeo del año por «All Too Well: The Short Film» en los MTV Video Music Awards 2022, Taylor Swift anunció su décimo álbum de estudio y su inminente fecha de lanzamiento para el 21 de octubre del mismo año. Poco después, Swift reveló el título del álbum: Midnights y su portada en sus redes sociales, pero no publicó de inmediato la lista de canciones. El 21 de septiembre, aproximadamente un mes antes del lanzamiento del álbum, Swift anunció una serie de trece episodios llamada Midnights Mayhem with Me en la plataforma de redes sociales TikTok. En cada episodio de la serie, Swift reveló el título de una pista del álbum. En el quinto episodio del 30 de septiembre, Swift reveló «Maroon» como el título de la pista número dos. Republic Records lanzó Midnights para streaming, descarga y formatos físicos el 21 de octubre de 2022. En 2023, Swift interpretó «Maroon» como canción sorpresa del The Eras Tour en: East Rutherford (26 de mayo), Inglewood (3 de agosto), Ciudad de México (27 de agosto). En 2024, cantó la canción como parte de un mashup con «Forever & Always» (2008) en un show de Sídney el 26 de febrero y con «Cornelia Street» (2019) el 13 de junio. Swift también la interpretó como tema independiente en un show del The Eras Tour en París el 11 de mayo.

## Letra
«Maroon» dura 3 minutos y 38 segundos. Su letra está inspirada en uno de los recuerdos de un romance pasado. El personaje de Swift recuerda a un ex amante: «con quien [ella] estaba bailando en Nueva York».   La letra utiliza imágenes de tonos rojos para recordar elementos específicos: el rosa de un vino rosé barato, el burdeo de su camiseta manchada por un chorro de vino tinto, el escarlata de la sangre que «ruborizó sus mejillas». En el estribillo, el color «Maroon» (granate) se utiliza para describir a los remanentes que evoca su relación próxima a terminar: «la marca que se podía ver en su clavícula», «el óxido que crecía entre los teléfonos», «los labios que ella solía llamar hogar», y los claveles.   Alli Patton, compositora estadounidense, escribió que la línea «el óxido que creció entre los teléfonos» implicaba que la relación en cuestión era a larga distancia. Después de detallar cómo la relación se desmorona en el segundo verso, la narradora contempla cómo la relación aún deja una marca en ella, eso se demuestra en el puente: «Y despierto con tu recuerdo sobre mí / Ese es un verdadero legado».

## Producción y música
Swift escribió y produjo «Maroon» con Jack Antonoff, quien programó la pista y tocó instrumentos como percusión, sintetizadores (Juno 6, sintetizador modular), piano, guitarra eléctrica y bajo. Evan Smith tocó órgano, saxofón, flauta y clarinete. Antonoff y la ingeniera Laura Sisk grabaron «Maroon» en Rough Customer Studio en Brooklyn y en Electric Lady Studios en la ciudad de Nueva York. La pista fue diseñada por Antonoff, Sisk y Smith, con la ayuda de John Rooney, Jon Sher y Megan Searl. «Maroon» fue mezclado por Serban Ghenea con la ayuda de Bryce Bordone en MixStar Studios en Virginia Beach, Virginia, y masterizado por Randy Merrill en Sterling Sound en Edgewater, Nueva Jersey.

## Créditos
Los créditos están adaptados de las notas de Midnights.
- Taylor Swift – voz, compositora, producción
- Jack Antonoff – compositor, producción, ingeniería, programación, percusión, Juno 6, sintetizador modular, piano, guitarra eléctrica, bajo, grabación
- Evan Smith – ingeniería, organo, saxofón, flauta, clarinete, grabación
- Laura Sisk – ingeniería, grabación
- Megan Searl – asistente de ingeniería
- John Sher – asistente de ingeniería
- John Rooney – asistente de ingeniería
- Serban Ghenea – mezcla
- Bryce Bordone – asistente de mezcla
- Randy Merrill – masterización

## Recepción de la crítica
Algunos críticos elogiaron la letra de «Maroon». Courteney Larossa y Callie Ahlgrim de Insider elogiaron «Maroon» como una canción destacada de Midnights; Lacrossa calificó la canción como una obra «brillante» sobre la teoría del color de Swift sobre el amor, mientras que Ahlgrim afirmó que era una avalancha nostálgica «brillante» de sus canciones pasadas. El escritor de cultura pop Kenneth Partridge, en un artículo para Genius, encontró que contenía algunas de las letras más poéticas que Swift había escrito. Melissa Ruggieri de USA Today describió las imágenes líricas como «llamativas» y «clásicamente vívidas».

## Rendimiento comercial
«Maroon» debutó y alcanzó el puesto número tres en el Billboard Hot 100 de Estados Unidos; sus cifras de la primera semana incluyeron 37,6 millones de reproducciones, 2 900 descargas y 471 000 impresiones de retransmisión. La canción, junto con nueve temas de Midnights, convirtió a Swift en el primer acto en ocupar simultáneamente el top 10 del Hot 100 y superó a Madonna como la mujer con más entradas entre los 10 primeros. Alcanzó el puesto número cuatro en Canadá y fue certificado platino. La canción alcanzó el número seis en la lista del Reino Unido y recibió una certificación de plata.